# Alberto Pasqualini
Alberto Pasqualini (Ivorá, 23 de setembro de 1901 – Rio de Janeiro, 3 de junho de 1960) foi um advogado, professor, sociólogo e político brasileiro; ideólogo e doutrinador trabalhista, foi senador da República pelo PTB. Suas ideias foram incorporadas ao programa partidário do PDT e, em parte, ao novo PTB.
Filho de Alessandro Pasqualini e Paulina Bortoluzzi, imigrantes italianos, nasceu em Ivorá, então distrito do município de Júlio de Castilhos e, ainda cedo, trocou o seminário por escolas formais em Porto Alegre, capital do Rio Grande do Sul. Bacharelou-se na Faculdade de Direito de Porto Alegre em 1929, sendo escolhido orador da turma. Na Revolução de 1930, que depôs o presidente Washington Luís e conduziu Getúlio Vargas ao poder, se posicionou ao lado da Aliança Liberal. Lutou na capital gaúcha e organizou um batalhão de infantaria e um pelotão de metralhadoras, sendo comissionado nessa unidade no posto de major fiscal.
Filiado ao Partido Libertador, foi eleito vereador em Porto Alegre em 1934, sendo o mandato encerrado em novembro de 1937 com a implantação do Estado Novo. Em 1944, durante a interventoria de Ernesto Dornelles, chefiou a Secretaria de Interior e Justiça entrando em conflito com o governo federal. Defendeu a circulação em território gaúcho do romance Fronteira agreste, de Ivan Pedro de Martins, proibido pelo governo de Vargas, e,  em outra ocasião, determinou a realização de um plebiscito em Caxias do Sul para resolver um impasse entre grupos políticos locais a respeito da indicação do prefeito. Na época, as consultas diretas estavam proibidas, e Pasqualini teve que renunciar ao cargo, retornando à advocacia.
Quando do fim do Estado Novo, não participou da reorganização do PL, lançando, em novembro de 1945, o manifesto de criação da União Social Brasileira (USB). Entretanto, em 1946, cedendo aos apelos dos trabalhistas gaúchos,  e vendo pouca perspectiva na USB, filia-se ao Partido Trabalhista Brasileiro, fundado por setores sindicalistas partidários de Getúlio Vargas sendo bem estruturado nacionalmente desde o Queremismo.
Pasqualini foi um dos principais elaboradores do programa do PTB, e escolhido candidato do partido para governador do Rio Grande do Sul no pleito de 19 de janeiro de 1947. Considerado favorito, acabou sendo derrotado por Walter Só Jobim, do Partido Social Democrático, por cerca de 19 mil votos. Em compensação, o PTB elegeu 23 dos 55 deputados estaduais. Estes iriam, na sua maioria, adotar no plenário a chamada linha Pasqualini, delimitada através do livro de Pasqualini Diretrizes fundamentais do trabalhismo brasileiro. Entre estes parlamentares estavam João Goulart e Leonel Brizola.
Em 1950 elege-se senador pelo Rio Grande do Sul, na eleição que levou pela primeira vez um trabalhista ao governo do estado, Ernesto Dornelles, e que marcou o retorno de Getúlio Vargas ao Palácio do Catete, agora pelas mãos do povo. No Senado, Pasqualini teve destacada atuação durante os debates sobre o projeto da criação da Petrobras, enviado ao Congresso em dezembro de 1951 por Vargas. Escolhido relator do projeto na Comissão de Economia do Senado, Pasqualini defendeu o conjunto da proposta do Executivo e obteve aprovação para uma emenda de sua autoria, que aplicava diferentes pesos ao critério tríplice de distribuição do imposto único sobre combustíveis e lubrificantes. No decorrer das discussões, engajou-se na campanha pela implantação do monopólio estatal da exploração do petróleo, não previsto na proposta original e alvo de intensa crítica dos setores que, dentro e fora do Congresso, defendiam a participação da iniciativa privada nesse setor. Incorporando 21 emendas propostas por parlamentares, o projeto seria aprovado em outubro de 1953.
Em 1952, com a posse de João Goulart na presidência nacional do PTB, Pasqualini foi incumbido de organizar o departamento de estudos do partido, destinado a conferir maior - substância doutrinária - ao partido. Em 1954, Pasqualini concorreu novamente ao governo do seu estado, sendo derrotado por Ildo Meneghetti, candidato do PSD. Pouco depois, declinou do convite para candidatar-se à vice-presidência da República na chapa encabeçada por Juscelino Kubitschek, cargo que foi ocupado por Jango.
Vítima de derrame cerebral em 1956 que levou a sua renúncia do cargo de senador, Pasqualini ficou paralisado até a morte, em 3 de junho de 1960.

## Homenagens
Em sua homenagem, a refinaria de petróleo instalada pela Petrobras em território gaúcho, em 1968, foi chamada de Refinaria Alberto Pasqualini (REFAP).
Logradouros públicos como ruas, travessas, avenidas e praças recebem o nome de Alberto Pasqualini nas cidades de: Salvador, Capital do Estado da Bahia; Recife em Pernambuco; Curitiba, Guarapuava, São José dos Pinhais e Francisco Beltrão no Paraná; São João de Meriti, Volta Redonda e na Capital do Estado do Rio de Janeiro; em Alegrete, Alvorada, Bagé, Canoas, Caxias do Sul, Esteio, Gravataí, Lajeado, Passo Fundo, Pedro Osório, Pelotas, Porto Alegre, Rio Grande, Santa Maria, Santana do Livramento, Sarandi, São Leopoldo, Três de Maio e Santa Cruz do Sul, todas no Estado do Rio Grande do Sul; em Florianópolis e Lages em Santa Catarina; São Paulo Capital; Aparecida de Goiânia em Goiás; Porto Velho em Rondônia; e em Contagem, no Estado de Minas Gerais.